# Тихий океан (радиостанция)
Ти́хий океа́н — широковещательная радиостанция, вещавшая из Владивостока с 1963 по 2001 год и с 2005 по 2008 год на частоте 810 кГц в диапазоне средних волн и в разные времена на частотах 12065 кГц, 17590 кГц , 9765 кГц , 5960 кГц , 7330 кГц в диапазоне коротких волн, на частоте 66 МГц в диапазоне УКВ (во Владивостоке), а также по 1-й программе проводного радиовещания (из «радиоточки»).
Территория вещания — Тихий и Индийский океаны, восточный сектор Арктики — основная зона, где ходили дальневосточные суда. Радиостанция была единственным средством связи с «Большой землёй». Передачи выходили 3 раза в день. Позывными радиостанции была мелодия песни «По долинам и по взгорьям». В эфире звучали новости края и страны, а также приветы родных. Жёны, матери, дети рассказывали морякам про свою жизнь, про жизнь семьи и передавали музыкальные приветы. В конце передачи под музыку Поля Мариа Melancolie Melody Lady сообщалось, в каких портах находятся суда Дальневосточного морского пароходства или каким курсом следуют, планируемая дата прибытия. 

## Прекращение и возобновление вещания в 2000-е годы
В 2001 году из-за отсутствия финансирования вещание прекратилось. В 2003 году вещание возобновилось на три дня (7, 8 и 9 мая с 18:15 до 19 часов) специально для жителей Дальнего Востока. В 2005 году администрация города Владивостока совместно с ГТРК «Владивосток» поддержала возрождение станции и с 10 по 17 ноября были проведены пробные передачи на частоте 7330 кГц коротких волн в направлении северной части Охотского моря. Сигнал на этой частоте был принят финским радиолюбителем. 20 ноября 2005 сигнал на частоте 5960 кГц коротких волн был принят в Аргентине. 10 декабря сигнал на частоте 7330 кГц коротких волн был принят в Санкт-Петербурге. 25 декабря сигнал на частоте 5960 кГц коротких волн был принят в штате Калифорния, США. В 2008 году радиостанция вновь замолчала.